# Армянская рапсодия (Бабаджанян и Арутюнян)
«Армянская рапсодия» — симфония для двух фортепиано, относящаяся к числу крупных фортепианных произведений концертного плана. Была написана  в 1950 году композиторами Арно Бабаджаняном и Александром Арутюняном.  Стиль музыкального произведения в значительной мере определяется творческой индивидуальностью двух композиторов.